# 3523 Arina
3523 Arina è un asteroide della fascia principale. Scoperto nel 1975, presenta un'orbita caratterizzata da un semiasse maggiore pari a 2,3716792 UA e da un'eccentricità di 0,1365833, inclinata di 9,67665° rispetto all'eclittica.